# Carme Tolosana i Cidón
Carme Tolosana i Cidón (Lleida, 1 de juny de 1948 és una pedagoga i política catalana, diputada al Parlament de Catalunya en la V Legislatura.
Llicenciada en filosofia i lletres per la Universitat de Barcelona. Ha estat una important membre del Moviment de Renovació Pedagògica a Catalunya i de l'Associació de Mestres Rosa Sensat i és professora titular del Departament de Pedagogia Aplicada de la Universitat Autònoma de Barcelona.
Militant del PSUC des de 1974 i de la Federació d'Ensenyament de la Comissió Obrera Nacional de Catalunya, ha col·laborat a les revistes Nous Horitzons, Perspectiva Escolar, Cuadernos de Pedagogia i Guix, ha estat secretària del Consell Escolar Municipal de Barcelona i fou escollida diputada per la província de Barcelona a les eleccions al Parlament de Catalunya de 1995 dins les llistes d'Iniciativa per Catalunya-Verds. El 2004-2006 fou directora general de Relacions Institucionals Actualment forma part del comitè executiu del PSUC.

## Obres
- Educació en democràcia i la religió (catòlica) com a assignatura a Perspectiva Escolar (1997)
- Per què un monogràfic sobre la laïcitat? a Perspectiva Escolar (2005)
- Cultura i escola a Nous Horitzons (2007)